# Mile Dorcha
Mile Dorcha är ett bergspass i Storbritannien.   Det ligger i kommunen Highland och riksdelen Skottland, i den nordvästra delen av landet, 700 km nordväst om huvudstaden London. Mile Dorcha ligger 111 meter över havet. Det ligger vid sjön Loch Lochy.
Terrängen runt Mile Dorcha är huvudsakligen kuperad, men åt nordost är den bergig. Runt Mile Dorcha är det mycket glesbefolkat, med 2 invånare per kvadratkilometer. Närmaste större samhälle är Fort William, 16,9 km söder om Mile Dorcha. Trakten runt Mile Dorcha består i huvudsak av gräsmarker.